# Yoshiyuki Okumura
Yoshiyuki Okumura (奥村 慶之 Okumura Yoshiyuki?), född 21 januari 1993 i Hyōgo prefektur, är en japansk fotbollsspelare.
Okumura började sin karriär 2015 i Gainare Tottori. Han spelade 8 ligamatcher för klubben. 2016 flyttade han till ReinMeer Aomori. Han avslutade karriären 2016.